# Festival international du cinéma indépendant de Buenos Aires
Le Festival international du cinéma indépendant de Buenos Aires (Buenos Aires Festival Internacional de Cine Independiente, abrégé en BAFICI), est une manifestation culturelle consacrée au cinéma indépendant qui se déroule chaque année au mois d'avril à Buenos Aires, en Argentine, depuis 1999.
C’est l’événement le plus important et le plus prestigieux du cinéma indépendant en Amérique latine. Y sont présentés chaque année 400 films (longs et courts métrages) dans six sections (Focus, Panorama, Special Screenings, Little Bafici, Planetarium Cinema, Official Selection), dont une quarantaine de films et coproductions françaises[réf. nécessaire]. Environ 300 000 spectateurs se rendent au festival qui convie 300 artistes du monde entier.

## Catégories de récompense
- Meilleur film
- Meilleur réalisateur
- Meilleur acteur
- Meilleur actrice
- Meilleure équipe
- Prix spécial du jury
- Mentions spéciales
- Meilleur film argentin
- Meilleur film latino-américain
- Meilleur audience pour un film étranger
- Meilleur audience pour un film national

## Palmarès
Note : le lauréat est indiqué en gras en tête de chaque année

### Meilleur film
- 1999 : After Life (Wandafuru Raifu) de Hirokazu Kore-eda
- 2000 : Ressources humaines de Laurent Cantet
- 2001 : Platform (Zhantai) de Jia Zhangke
- 2002 : Sailing Home (Tornando a casa) de Vincenzo Marra
- 2003 : En attendant le bonheur (Heremakono) de Abderrahmane Sissako
- 2004 : Parapalos de Ana Poliak
- 2005 : The Sky Turns (El Cielo Gira) de Mercedes Álvarez
- 2006 : In the Pit (En el Hoyo) de Juan Carlos Rulfo
- 2007 : In Between Days (방황의 날들) de So Yong Kim
- 2008 : Intimidades de Shakespeare y Víctor Hugo  Yulene Olaizola de Yulene Olaizola
- 2009 : Ce cher mois d'août (Aquele Querido Mês de Agosto) de Miguel Gomes
- 2010 : Alamar de Pedro González-Rubio
- 2011 : Qu'ils reposent en révolte (Des figures de guerres I) de Sylvain George
- 2012 : Le Policier (Ha-shoter) de Nadav Lapid
- 2013 : Berberian Sound Studio de Peter Strickland
- 2014 : Fifi Howls from Happiness (Fifi az khoshhali zooze mikeshad) de Mitra Farahani
- 2015 : Court (കോർട്ട്) de Chaitanya Tamhane 
  - Le Nouveau de Rudi Rosenberg  France
- 2016 : La Longue Nuit de Francisco Sanctis (La larga noche de Francisco Sanctis) de Francisco Márquez et Andrea Testa
- 2017 : Niñato de Adrián Orr